# Église de Constantinople

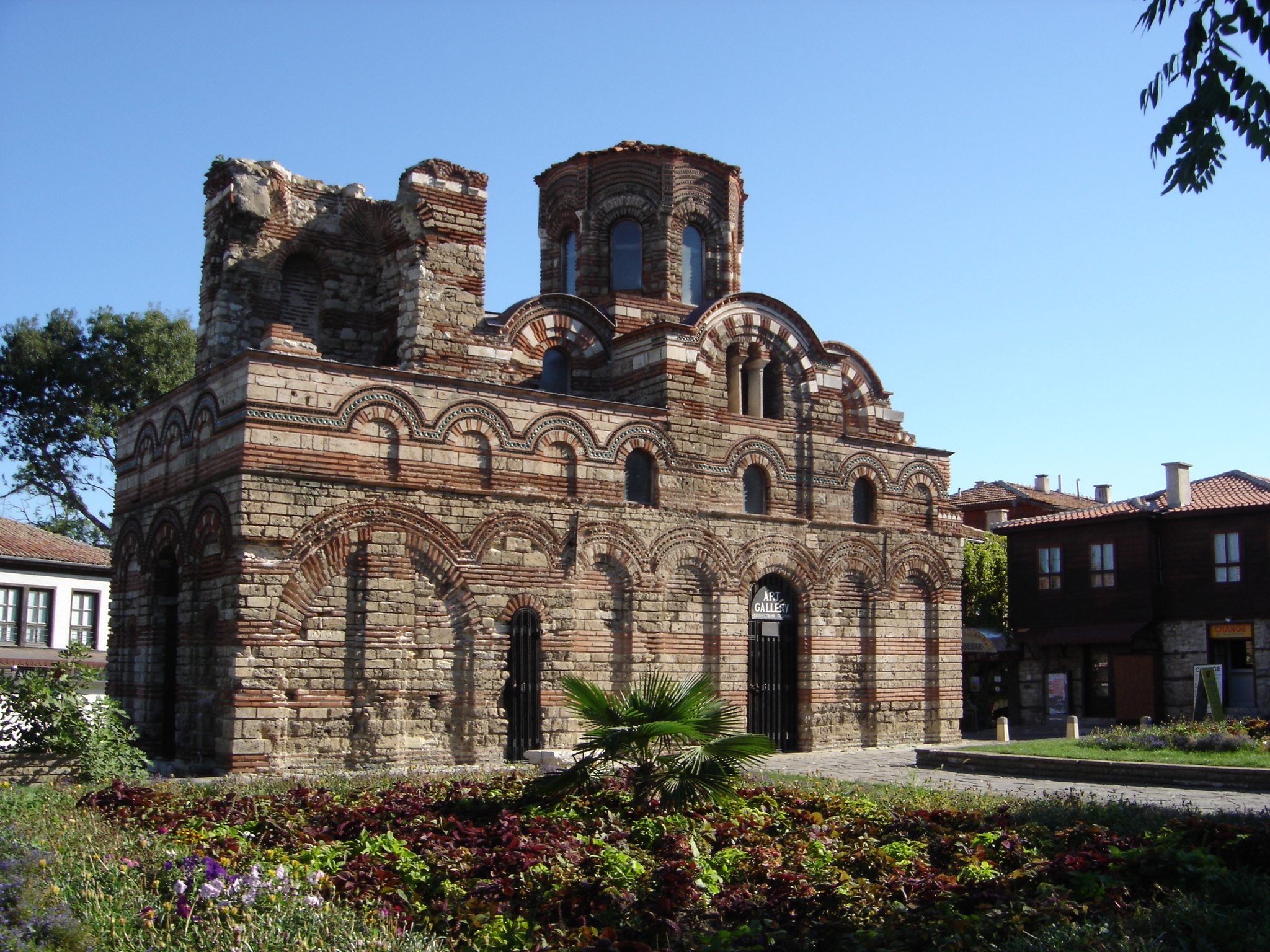
Église byzantine du Christ Pantocrator à Messémbrie.

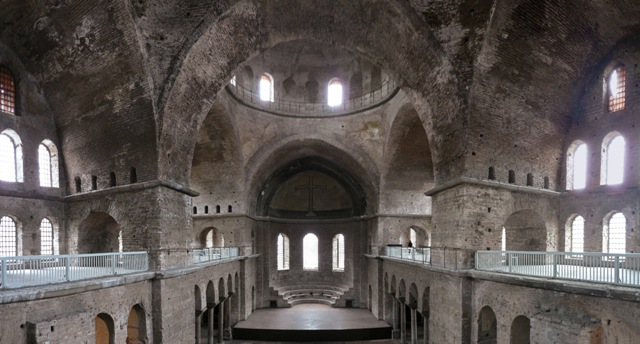
Intérieur de l'église Sainte-Irène à Constantinople.

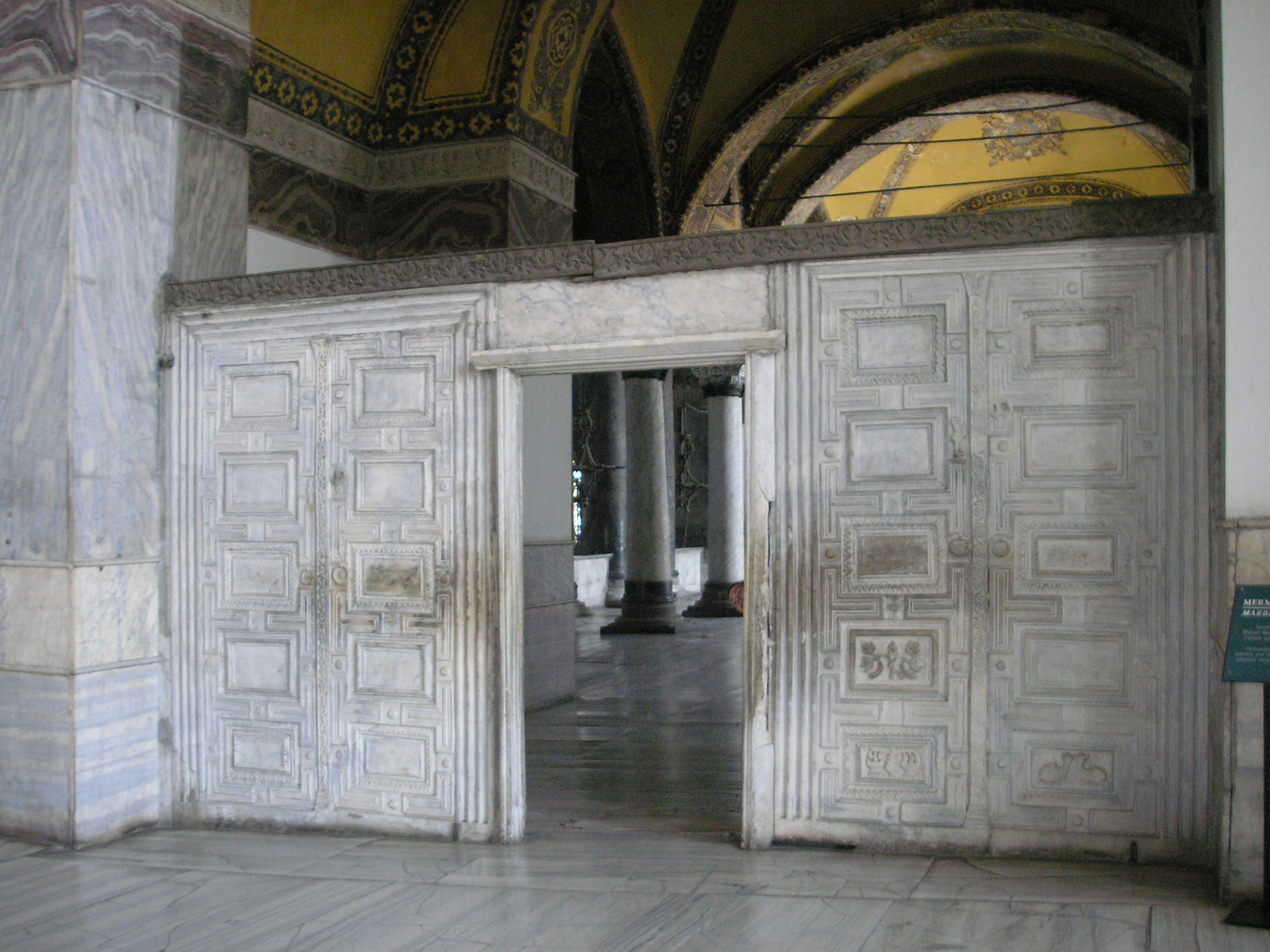
Porte de marbre dans l'église Sainte-Sophie à Constantinople.

L’Église de Constantinople fut l’une des premières Églises chrétiennes et, à partir du concile de Chalcédoine (451), l’une des cinq composantes de la Pentarchie. Selon la tradition née au VIIe siècle, le premier évêque de Constantinople aurait été consacré autour de l'an 38 par l'apôtre André, devenu lui-même le patron de la ville.

## Histoire

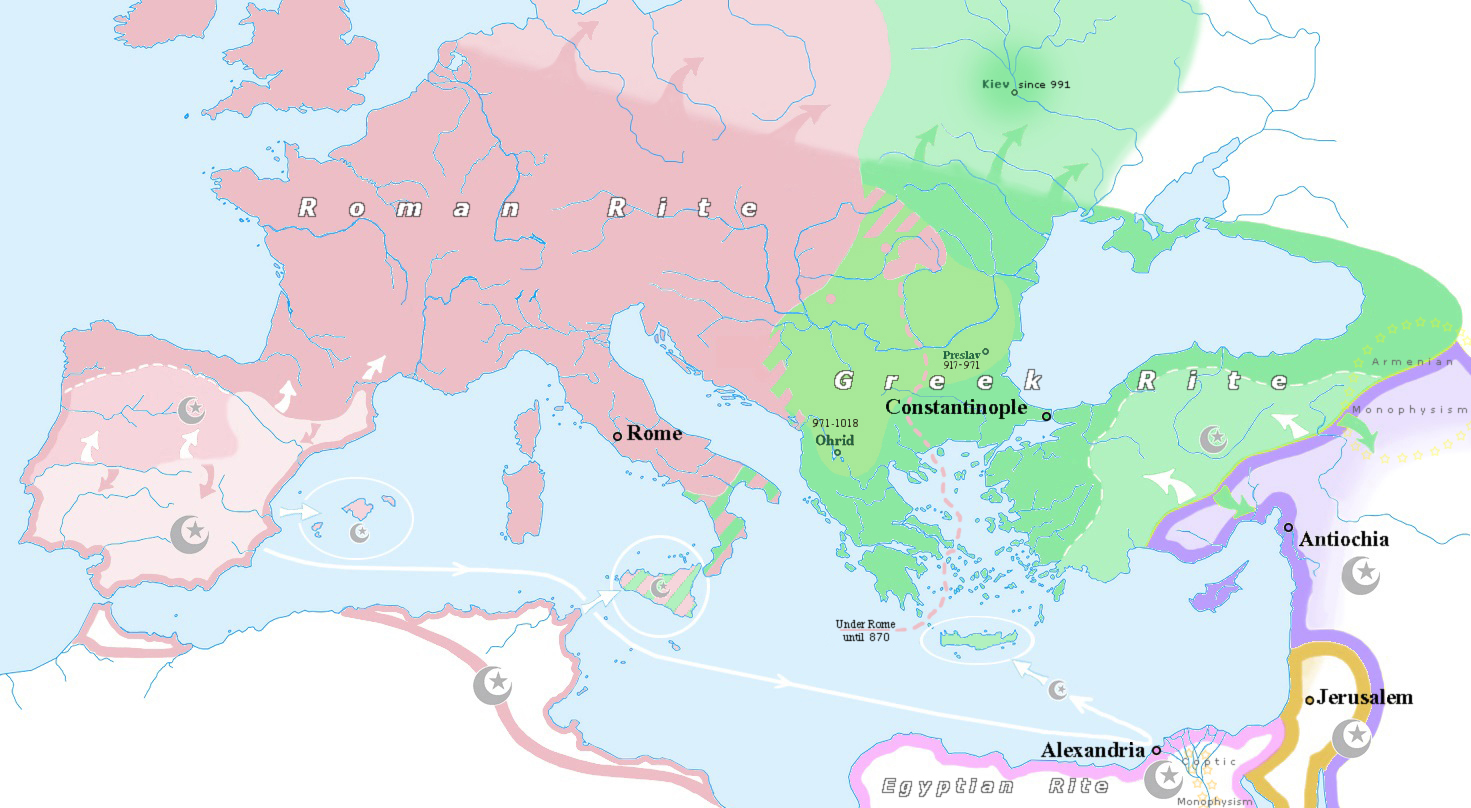
La Pentarchie autour de l'an 1000. En vert le territoire canonique de l'Église de Constantinople. Intérieur blanc : conquis par les califats islamiques. Liséré blanc : temporairement occupé par les califats ou les émirats islamiques. Flèches : expansion.

Métropoles de l'Église de Constantinople et de celle d'Antioche en Anatolie vers 1880. Depuis le traité de Lausanne (1923) elles sont vacantes, à l'exception de celles d'Istanbul, de Chalcédoine, des Îles des Princes, de Derkos, d'Imbros et de Ténédos ; quant au patriarche d'Antioche, il siège à Damas en Syrie.

À la suite du déplacement par Constantin Ier, en 330, de la capitale de l'Empire romain de Rome à Byzance, alors rebaptisée Constantinople ou « Nouvelle Rome », l'évêque de la ville, jusque-là suffragant de l'archevêque d'Héraclée, fut rapidement élevé au rang de patriarche, aux côtés des évêques de Rome, d'Antioche, de Jérusalem et d'Alexandrie. Lors du premier concile de Constantinople de 381, il obtint la prééminence d'honneur après celui de Rome.
L'Église de Rome s'opposa à cette disposition, non parce qu'elle contestait la primauté de Rome (comme l'écrivent faussement beaucoup de commentateurs ultérieurs), mais parce qu'elle modifiait l'ordre hiérarchique de la Pentarchie, initialement fondé sur la primauté des trois sièges apostoliques de Rome, Antioche et Alexandrie. Le concile fut houleux et Grégoire lui-même fut accusé d'occuper illégalement le siège de Constantinople, puisqu'il était déjà évêque de Sasime, qu'il fut alors forcé d'abandonner la même année. Le pape Damase Ier a donc refusé de confirmer ce canon III, un geste très inhabituel et controversé, puisque les conciles œcuméniques étaient considérés comme valides pour toutes les églises chrétiennes. Mais à cette époque, l'Église était déjà gravement troublée par les controverses entre la doctrine trinitaire et l'arianisme.
Malgré l'opposition des papes au canon III, le prestige de l'évêché de Constantinople a continué à croître sous le patronage des empereurs d'Orient. En effet, les basileus (empereurs romains d'Orient) ont de plus en plus considéré leur pouvoir comme un reflet de l'ordre divin, accentuant l'aspect hiératique de leur fonction et, par conséquent, leur contrôle sur l'Église de Constantinople. À la mort de Théodose en 395, l'Empire romain fut divisé en Empire d'Occident et Empire d'Orient. En 402, l'empereur d'Orient Flavius Arcadius décida de soutenir le synode qui, sous la direction de Théophile d'Alexandrie, avait déchu Jean Chrysostome de son siège d'évêque de Constantinople.
Le pape Innocent Ier, soutenu par l'empereur d'Occident Flavius Honorius, rompit alors sa communion avec les quatre autres patriarcats de la Pentarchie, qui avaient accepté la déposition du Chrysostome. Cette tentative de rétablir la suprématie de Rome fut cependant contrecarrée par les Wisigoths d'Alaric Ier qui prennent et saccagent Rome en 410. La rupture de la communion entre l'Occident et l'Orient au sein de la Pentarchie dura 5 ans jusqu'en 415, date à laquelle les patriarches orientaux reconnurent rétroactivement la légitimité de Jean Chrysostome comme patriarche de Constantinople.
En 428, une nouvelle variante du christianisme, le nestorianisme, apparut après l'arianisme, le donatisme, le mélécisme, le novatianisme et le pélagianisme, tous condamnés. La nouvelle controverse théologique concerne cette fois la nature de Marie, à savoir si on doit la qualifier de Theotokos (« mère de Dieu », la partie divine du Christ), de Christothokos (« mère du Christ »), de Theodochos (« celle qui reçoit Dieu ») ou seulement d’Anthropotokos (« mère de l'Homme », la partie humaine du Christ). Cherchant à résoudre la question, Nestorius affirma que les deux natures du Christ, humaine et divine, vivaient ensemble en lui, mais sans se confondre. Cela fut rapporté au patriarche d'Alexandrie, Cyrille, qui à son tour en informa l'évêque de Rome, Célestin Ier.
La question a également été posée à l'empereur Théodose II, qui convoqua le concile d'Éphèse en 431. Les partisans de Cyrille y arrivèrent avant ceux de Nestorius et condamnèrent le nestorianisme. Quand les nestoriens sont arrivés, ils ont pris à partie et excommunié le patriarche Cyril et ses partisans. La question fut finalement tranchée par les délégués du pape Célestin, qui prirent parti pour Cyrille. Théodose II, inquiété par la véhémence de ces controverses et les risques pour l'ordre établi, décida de dissoudre le concile sans prendre de décisions, mais, après que Nestorius ait quitté Éphèse, ses adversaires réussirent finalement à convaincre l'Empereur de le condamner.
Après le schisme de 1054, qui marque la séparation de l'Église de Rome, l'Église de Constantinople occupe une place prépondérante parmi les quatre membres restants de la Pentarchie. Après la Quatrième croisade, l'Église catholique organisa une éphémère Église latine de Constantinople ; pendant ce temps, le patriarcat de Constantinople résida provisoirement à Nicée, jusqu'en 1261. Un patriarcat arménien de Constantinople a été institué en 1461.